# Cesarevič (1901)
Cesarevič byl predreadnought ruského carského námořnictva. Ve službě byl v letech 1903–1918. Nasazen byl v rusko-japonské válce a v první světové válce.

## Stavba

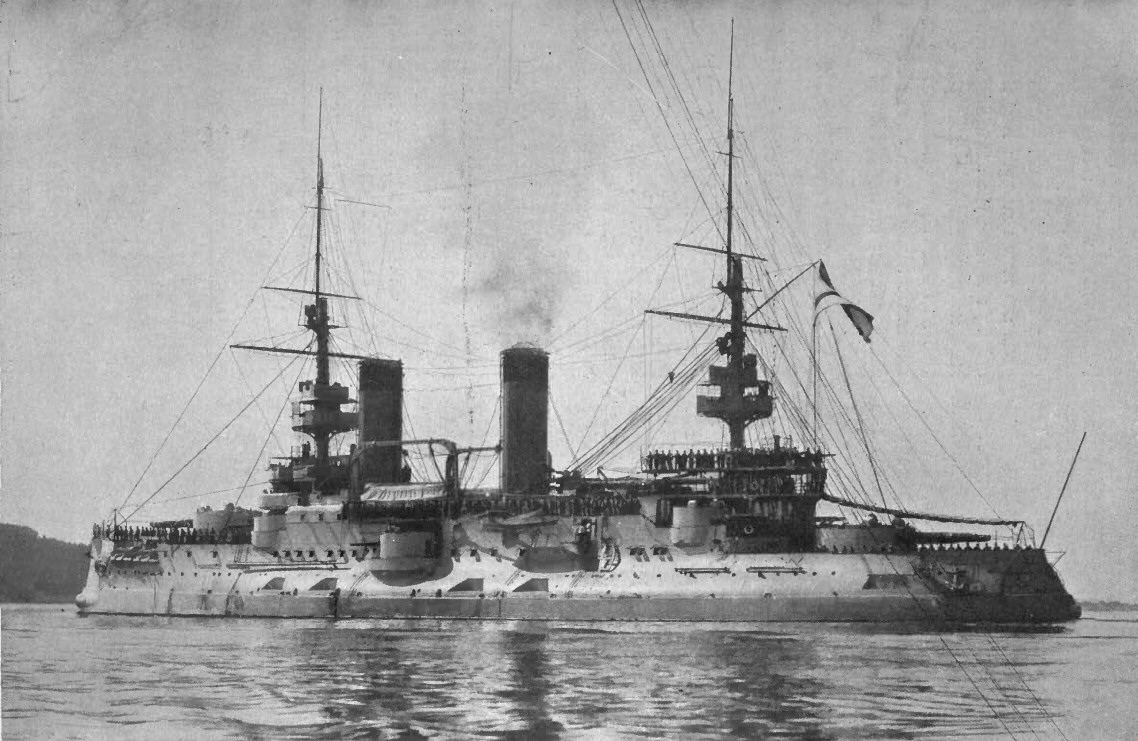
Cesarevič

Plavidlo postavila francouzská loděnice Forges et Chantiers de la Méditerranée v La Seyne-sur-Mer. Stavba byla zahájena roku 1899, na vodu bylo spuštěno roku 1901 a do služby bylo uvedeno 3. září 1903.

## Konstrukce
Výzbroj tvořily čtyři 305mm kanóny ve dvoudělových věžích, dvanáct 152mm kanónů ve dvoudělových věžích, dvacet 75mm kanónů, dvacet 47mm kanónů, osm 37mm kanónů a čtyři 381mm torpédomety. Boční salva měla hmotnost 6000 kg. Pohonný systém měl výkon 16 300 hp. Skládal se z 20 kotlů Belleville a parních strojů, pohánějících dva lodní šrouby. Nejvyšší rychlost dosahovala 18 uzlů. Dosah byl 5500 námořních mil při rychlosti 10 uzlů.

## Osudy

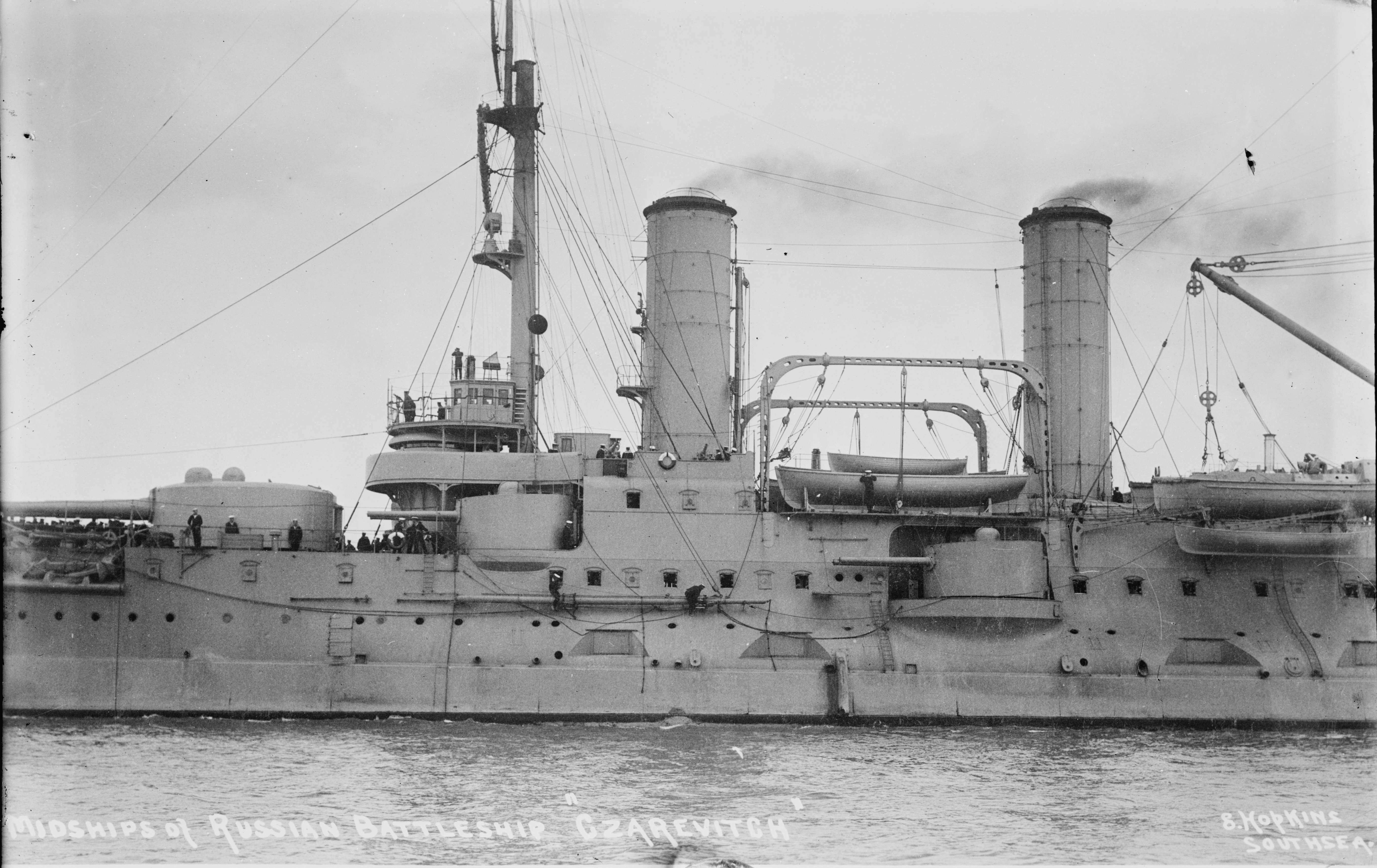
Detail plavidla

Cesarevič se účastnil rusko-japonské války. Při úvodním japonském útoku na Port Arthur v únoru 1904 byl poškozen torpédem. Po dokončení oprav se stal vlajkovou lodí admirála Vitgefta v bitvě ve Žlutém moři ve dnech 10.–11. srpna 1904. Po ruské porážce Cesarevič unikl a byl internován v Tsingtau. Rusku byl vrácen v roce 1905.
První světové války se Cesarevič účastnil v řadách baltského loďstva. Nebyl však příliš aktivní. V roce 1917 byl přejmenován na Graždanin. Dne 17. října 1917 byl poškozen německým námořnictvem v bitvě v úžině Moon. Za říjnové revoluce loď ovládli bolševici. V roce 1918 byl vyřazen a roku 1925 sešrotován.